# Gentiana loureirii
Gentiana loureirii är en gentianaväxtart som först beskrevs av George Don jr, och fick sitt nu gällande namn av August Heinrich Rudolf Grisebach. Gentiana loureirii ingår i släktet gentianor, och familjen gentianaväxter. Inga underarter finns listade i Catalogue of Life.